# Římskokatolická farnost Dráchov
Římskokatolická farnost Dráchov je územním společenstvím římských katolíků v rámci táborského vikariátu Českobudějovické diecéze.

## O farnosti

### Historie
Plebánie v Dráchově existovala nejméně od roku 1340. K roku 1353 je první písemná zpráva o farním kostele sv. Václava. V jeho presbytáři je dochováno klenutí a nástěnné malby ze 14. století.

### Současnost
Farnost Dráchov je spravována ex currendo z Veselí nad Lužnicí.
| Kostel                         | Místo     | Bohoslužba             | Bohoslužba             | Poznámka        |
| ------------------------------ | --------- | ---------------------- | ---------------------- | --------------- |
| Kaple                          | Borkovice | neslouží se pravidelně | neslouží se pravidelně | obecní kaple    |
| Kostel sv. Václava             | Dráchov   | sudá neděle            | 11.00                  | farní kostel    |
| Kostel Nanebevzetí Panny Marie | Řípec     | neslouží se pravidelně | neslouží se pravidelně | filiální kostel |